# Pontiac-Aufstand

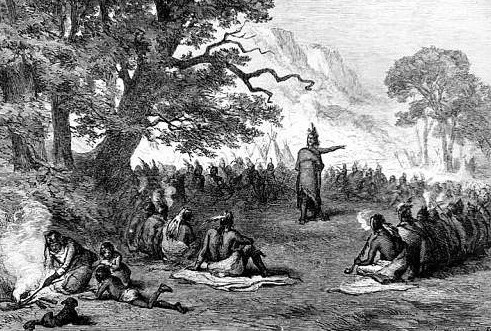
Pontiac fordert zum Kampf gegen die Briten auf (27. April 1763).

Der Pontiac-Krieg 1763 bis 1766, auch bekannt als Pontiacs Verschwörung, war ein Krieg von Indianerstämmen gegen die britische Vorherrschaft in Nordamerika. Benannt ist sie nach einem ihrer Hauptanführer Pontiac, einem Kriegs-Häuptling des Stammes der Ottawa im Gebiet der Großen Seen.

## Vorgeschichte
Der Aufstand war eine Folge des nordamerikanischen Teils des Siebenjährigen Krieges (1755–1763), der die französische Kolonialherrschaft in Kanada und westlich des nördlichen Neuengland beendete. Louisiana (damals bis über den Missouri hinaus reichend) wurde von Frankreich an Spanien abgetreten. Einer der Gründe dieses Krieges war die Expansion britischer Siedler in das bislang von Frankreich beanspruchte Gebiet jenseits der Appalachen, vor allem in das Ohiotal. Während die Franzosen dort lediglich einige Forts errichtet hatten und ansonsten nur durch Händler und Jäger präsent waren, begannen die Briten damit, systematisch Befestigungen und Siedlungen in den bislang von den Indianern bewohnten Regionen anzulegen und ihnen damit ihr Land wegzunehmen. Hinzu kam, dass die Briten die Indianer schlecht behandelten und vielfach als barbarische Wilde betrachteten, wozu die Erfahrungen der letzten Kriege beigetragen haben dürften (z. B. das propagandistisch aufgebauschte Massaker von Fort William Henry), bei denen die Indianer eher auf Seiten der Franzosen gestanden hatten. Ein weiterer Konfliktpunkt war, dass die Briten die Indianer nicht, wie es die Franzosen taten, kostenlos mit Munition versorgten. Französische Jäger und Händler ermutigten die Indianer mit vagen Versprechungen von französischer Hilfe. 1762 predigte ein indianischer Prophet namens Neolin unter den Lenni Lenape ein Bündnis der Indianer gegen die Briten. Im selben Jahr gab es, wie 1761, nicht umgesetzte Pläne, die Garnisonen von Fort Detroit, Fort Niagara und Fort Pitt (heute Pittsburgh) zu überfallen.

## Verlauf des Aufstands

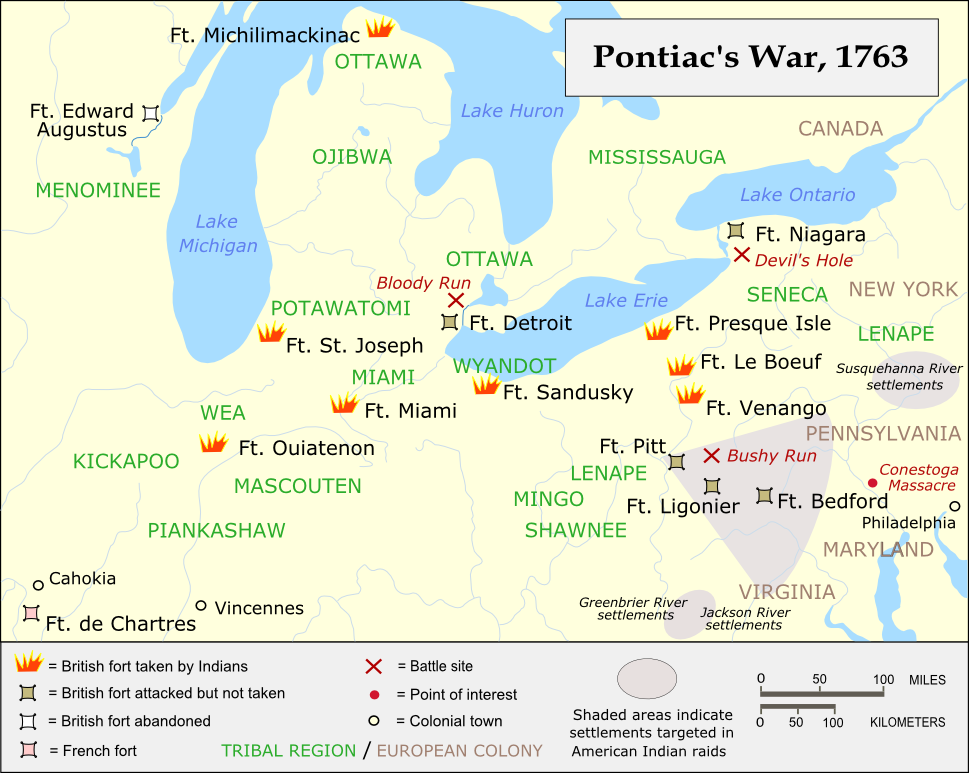
Karte der Kampfhandlungen

Pontiac scheint das Oberhaupt einer kultischen Vereinigung (der Metai) gewesen zu sein und nutzte deren religiösen Eifer und die allgemeine Unzufriedenheit unter den Indianern, um im Winter 1762/63 gleichzeitige Angriffe auf britische Forts im Mai 1763 zu organisieren. Am 27. April besprach er seine Pläne mit Abgesandten der Algonkin-Stämme bei einem Treffen nahe Detroit. Am 7. Mai versuchte er erfolglos, das Fort, das zu diesem Zeitpunkt eine Garnison von etwa 160 Mann unter Major Henry Gladwin hatte, mit 60 Kriegern zu überrumpeln. Die Briten waren gewarnt worden, angeblich von einer Indianerin. Daraufhin belagerte Pontiac das Fort ab dem 9. Mai. Am 28. Mai gerieten Verstärkungen für das Fort nahe der Mündung des Flusses Detroit in einen Hinterhalt und mussten sich zurückziehen. Im Juni zogen sich die Wyandot und Potawatomi von der Belagerung zurück, doch am 29. Juli griffen die Belagerer unter Pontiacs Kommando eine britische Truppe aus 280 Männern unter Hauptmann James Dalyell an, die sich aber in das Fort durchkämpfen konnten. Gegen den Rat von Gladwin versuchte Dalyell am 31. Juli einen Angriff auf Pontiacs Lager, geriet aber am Bloody Run in einen Hinterhalt, wobei Dalyell und 60 seiner Männer getötet oder verwundet wurden. Am 12. Oktober schlossen die Potawatomi, Anishinabe und Wyandot mit den Briten Frieden. Pontiac selbst setzte die Belagerung fort, bis er am 30. Oktober von Franzosen erfuhr, dass er nicht mit ihrer Unterstützung rechnen könne. Daraufhin zog er sich in das Gebiet des Maumee River zurück.
Fort Pitt mit einer Garnison von 330 Mann unter Hauptmann Simeon Ecuyer wurde am 22. Juni angegriffen und ab dem 27. Juli belagert. Im Fort befanden sich neben den Soldaten nicht weniger als 600 geflohene Siedler. Eine Hilfsexpedition aus 500 Mann – meist schottische Hochländer – unter Oberst Henry Bouquet brach von Carlisle (Pennsylvania) aus auf und entsetzte am 2. August das ebenfalls belagerte Fort Ligonier (Pennsylvania). Bei Bushy Run südöstlich von Fort Pitt kam es am 5. und 6. August zu einem Gefecht, in dem die Briten durch einen fingierten Rückzug, mit dem sie Indianer in eine Falle lockten, schließlich die Oberhand behielten. Bouquet erreichte Fort Pitt schließlich am 20. August.
Erfolg hatten die Indianer hingegen unter anderem bei Fort Sandusky (Ohio) (erobert am 16. Mai), Fort St. Joseph (Michigan) (erobert am 25. Mai), Fort Miami (heute Fort Wayne, Indiana) (erobert am 27. Mai), Fort Michilimackinac (Michigan) (erobert am 4. Juni), Fort Ouiatanon (nahe Lafayette, Indiana) (erobert am 1. Juli), Fort Presque Isle (heute Erie, Pennsylvania) (erobert am 16. Juni) und Fort Le Boeuf (heute Waterford, Pennsylvania), das am 19. Juni überrascht wurde. Die Garnison floh, 7 von 13 Soldaten erreichten Fort Pitt. Von Angehörigen der Seneca, die als einzige aus dem Volk der Irokesen am Aufstand teilnahmen, wurde Fort Venango (Pennsylvania) erobert und verbrannt, die Garnison massakriert, der Kommandant, ein Leutnant, lebendig verbrannt. Etwa 500 Seneca überfielen am 14. September auch einen von 24 Soldaten aus Fort Schlosser (nahe der Niagarafälle) eskortierten Wagenzug, töteten die meisten und vernichteten einen aus Fort Niagara zur Rettung geschickten Trupp. In anderen Fällen wurden Siedler und Soldaten nicht getötet, sondern gefangen genommen und teilweise gegen gefangene Indianer ausgetauscht (so z. B. in Detroit).
Ende 1763 waren die Indianer zwar bei ihren Angriffen auf Fort Pitt und Fort Detroit gescheitert, hatten aber fast alle kleineren Forts, die sie angriffen, auch erobert, neben zahlreichen Soldaten etwa 200 Siedler und Händler getötet und enormen wirtschaftlichen Schaden angerichtet, der damals auf etwa 100.000 £ geschätzt wurde. Die schwersten Verluste an Menschen und Besitz entstanden im westlichen Pennsylvania. Mit ihrer Guerillataktik waren die Indianer auch für reguläre britische Truppen ein sehr gefährlicher Gegner. Wie ernst die Lage für die Briten war, zeigt sich auch darin, dass mit Pockenerregern verseuchte Decken verwendet wurden, um die Indianer durch eine Seuche zu dezimieren. Dieses Vorgehen wurde auch von Oberbefehlshaber Jeffrey Amherst gut geheißen. Es handelt sich hier um einen der ersten dokumentierten Versuche „biologischer Kriegführung“, der allerdings ohne nennenswerten Erfolg blieb.

## Zusammenbruch des Aufstands
Im Juni 1764 marschierte Oberst John Bradstreet mit 1.200 Mann von Albany (New York) nach Fort Niagara, wo bei einem großen Treffen mit den Indianern eine Reihe von Verträgen abgeschlossen wurden. Weitere Verträge schloss Bradstreet im August in Presque Isle mit Stämmen der Lenni Lenape und Shawnee, im September mit den Wyandot, Ottawa und Miami in Sandusky sowie mit verschiedenen Stämmen in Fort Detroit. Bradstreet schickte Hauptmann Howard, um die Forts in Michilimackinac, Green Bay (Wisconsin) und Sault Ste. Marie wieder zu besetzen. Ein anderer seiner Offiziere, Hauptmann Morris, marschierte den Maumee River hinauf, verhandelte mit Pontiac und erreichte Fort Miami, wo er um Haaresbreite einem Mordanschlag von Angehörigen der Miami entging. Schließlich kehrte Bradstreet nach Oswego zurück. Ein Teil der von ihm geschlossenen Abkommen wurde von seinen Vorgesetzten nicht anerkannt.
Die endgültige Beendigung des Aufstands erreichte eine zweite Expedition unter Oberst Bouquet, dem Sieger von Bushy Run. Mit 1.500 Soldaten stieß er in das heutige Ohio vor und zwang die Stämme, die sich am Aufstand beteiligt hatten, nahe der heutigen Ortschaft Tuscarawas zur Aufgabe des Kampfs und zur Freigabe aller britischen Gefangenen, von denen einige noch seit dem Franzosen- und Indianerkrieg (Siebenjähriger Krieg in Nordamerika) (1754–1763) festgehalten wurden. Damit war der Aufstand beendet, obwohl Pontiac, der vergeblich versuchte, von den Stämmen im Westen und Süden Unterstützung zu erhalten, den Kampf erst am 25. Juli 1766 aufgab und sich Sir William Johnson in Oswego unterwarf.
Im April 1769 wurde Pontiac in betrunkenem Zustand in Cahokia (Illinois) von einem Indianer des Kaskaskia-Stammes ermordet, der hierfür Geld von einem britischen Händler bekam. Begraben wurde Pontiac nahe St. Louis (Missouri).

## Bewertung und Folgen
Für die Geschichte der Indianer war der Pontiac-Aufstand ein Wendepunkt. Er war einer der wichtigsten Konflikte in ihrer Geschichte, da er darüber entschied, ob die britische Kolonisierung Nordamerikas begrenzt sein würde oder nicht. Der Aufstand resultierte aus der Bewertung, dass ein friedliches, gleichberechtigtes Zusammenleben mit den Kolonisten unmöglich war und Verträge mit ihnen wertlos waren, da sie nicht eingehalten wurden. Mit dem Zusammenbrechen des Aufstands war auch der Widerstand gegen die Expansion der angloamerikanischen Siedler nach Westen im Wesentlichen gebrochen.
Die britische Regierung verbot mit der Proklamation von 1763 zwar den Kolonisten, westwärts in das Gebiet der Indianer vorzudringen, dieses Verbot wurde von den Siedlern jedoch ignoriert und verschlechterte ihr Verhältnis zur Regierung massiv. Weiterhin erhöhte der Aufstand die bereits durch den Siebenjährigen Krieg stark angewachsene Schuldenlast des Staates. Sowohl die Proklamation als auch die Versuche, die Staatsfinanzen durch verstärkte Besteuerung zu sanieren, führten zum Amerikanischen Unabhängigkeitskrieg.